# Massilia timonae
Massilia timonae es una bacteria gramnegativa del género Massilia. Fue descrita en el año 2000, es la especie tipo. Su etimología hace referencia al Hospital de la Timone, en Marsella, Francia. Es aerobia y móvil por flagelo polar. Tiene un tamaño de 1 μm de ancho por 3 μm de largo. Forma colonias circulares, opacas y amarillas. Crece en agar TSA, sangre y MacConkey. Temperatura de crecimiento óptima de 28 °C. Catalasa y oxidasa positivas. Tiene un contenido de G+C de 64,6%. Se ha aislado de la sangre de un paciente inmunocomprometido, en Marsella, Francia. 

## Infecciones humanas
Existen varios casos de infecciones por M. timonae. Se ha aislado de una infección por herida quirúrgica, de líquido cefalorraquídeo, de una osteomielitis y también se ha aislado como causante de linfadenopatía, absceso corneal y endoftalmitis. Se puede identificar fácilmente por MALDI-TOF. En general suele ser sensible a la gran mayoría de antibióticos, pero se ha observado resistencia a aztreonam. 